# Тимирёв, Константин Николаевич
Константи́н Никола́евич Тимирёв (1872 — не ранее 1919) — земский деятель, член Государственной думы от Новгородской губернии.

## Биография

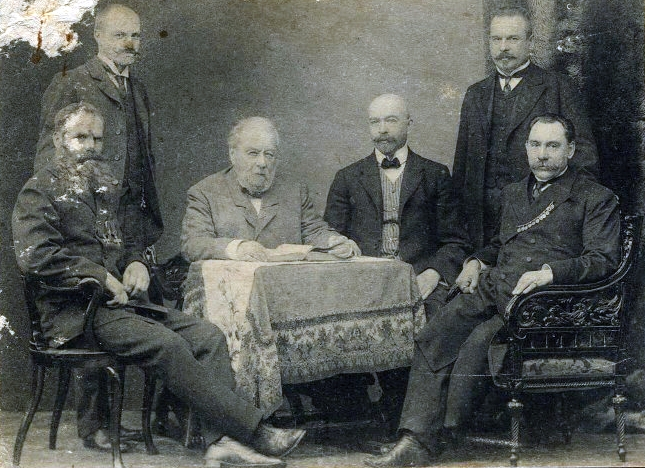
Члены III Государственной думы от Новгородской губернии. К. Н. Тимирёв — второй справа, сидит.

Происходил из потомственных дворян Новгородской губернии. Сын капитан-лейтенанта Николая Ивановича Тимирева (1840—1879). Младший брат Сергей — контр-адмирал. Землевладелец Тихвинского уезда (3000 десятин).
Окончил Ларинскую гимназию и Санкт-Петербургский университет по юридическому факультету (1894). По окончании университета посвятил себя ведению хозяйства и общественной деятельности.
В 1896—1906 годах был земским начальником 4-го участка Тихвинского уезда. Имел репутацию знатока крестьянского дела, а благодаря беспристрастию и гуманности приобрел популярность среди населения, о чём свидетельствовали адреса от крестьян, поднесенные при оставлении службы. Избирался гласным Тихвинского уездного и Новгородского губернского земских собраний (1900—1917), а также почетным мировым судьей Тихвинского уезда (1909—1917).
Кроме того, состоял почетным членом Санкт-Петербургского совета детских приютов (с 1907) и попечителем нескольких школ Тихвинского уезда. Был членом Союза 17 октября.
В феврале 1907 года был избран членом II Государственной думы от Новгородской губернии. Входил во фракцию октябристов. Состоял членом комиссии по исполнению государственной росписи доходов и расходов.
В октябре 1907 был избран членом III Государственной думы от Новгородской губернии. Входил во фракцию октябристов. Состоял секретарем комиссии об охоте, а также членом комиссий: по судебным реформам, по Наказу и по рыболовству. Стал инициатором разработки и докладчиком по законопроектам: «Об усилении наказания за конокрадство» и «Об усилении ответственности за похищение и повреждение чужого леса».
В 1912 году переизбран в Государственную думу. Входил во фракцию октябристов, после её раскола — в группу земцев-октябристов. Также входил в Прогрессивный блок. Состоял членом комиссий: по Наказу, по судебным реформам, по военным и морским делам.
После Февральской революции исполнял поручения Временного комитета Государственной думы. 19 марта 1917 года выехал на Западный фронт с полномочиями комиссара ВКГД, а 7 апреля был избран членом военной комиссии ВКГД.
28 мая 1919 года был арестован в Петрограде, а 18 сентября того же года — отправлен в Москву и заключён в Ивановский лагерь (на территории Ивановского монастыря). Дальнейшая судьба неизвестна.